# OGC referenční model
OGC referenční model (OGC Reference Model) definuje framework pro další vývoj Open Geospatial Consortium (OGC), specifikací OGC a implementaci interoperabilních řešení a aplikací pro geoinformační služby, geoprostorová data.
Vytyčuje si následující cíle:
- Udržovat nadaci pro koordinaci a vzájemnou shodu (jak interní v rámci OGC tak vůči externím subjektům) v navazujících aktivitách OGC.
- Aktualizovat či nahradit části z 1998 OpenGIS Guide.
- Popsat požadavky OGC pro interoperabilitu v geoinformačních technologiích.
- Popsat architekturu OGC jako řadu nepřekrývajících se aspektů: včetně existujících a budoucích elementů.
- Regularizovat vývoj specifických architektur pomocí příkladů.